# Willow Rosenberg
(Buffy parlando di Willow)
Willow Danielle Rosenberg è un personaggio della serie televisiva Buffy l'ammazzavampiri e dei suoi vari spin-off.
È stata interpretata da Alyson Hannigan per tutta la durata della serie, anche quando il personaggio è comparso nello spin-off Angel. Pur essendo all'inizio timida e "secchiona", diviene progressivamente il personaggio più potente di tutti, da una parte per la sua formidabile abilità con i computer, dall'altra essendo dotata di altrettanto formidabili e innate abilità magiche. Riff Regan ha interpretato Willow solo nell'episodio pilota mai trasmesso in televisione. Willow è l'unico personaggio della serie di cui si sa con certezza che è di religione ebraica.

## Biografia del personaggio

### Prima stagione
Willow Rosenberg è una ragazza molto timida ed introversa. All'inizio della prima stagione, Willow fa parte dei "meno popolari" del Sunnydale High insieme al suo migliore amico Xander Harris di cui è segretamente innamorata. Viene spesso derisa e umiliata dalle ragazze popolari, quali la cheerleader Cordelia Chase. 
La sua vita cambia radicalmente quando, dopo essere stata adescata da un vampiro, viene salvata dalla Cacciatrice e nuova compagna di scuola Buffy Summers. Ben presto lei e Buffy instaureranno una profonda amicizia, nonostante Buffy sia l'oggetto del desiderio di Xander. Willow aiuta Buffy nella lotta contro le minacce paranormali, persino Rupert Giles l'Osservatore di Buffy e bibliotecario della scuola riconosce che Willow può tornare utile visto che è molto brava nel fare ricerche usando il computer. 
Figurativamente parlando, Willow è in perfetto contrasto con la protagonista: Buffy ricalca lo stereotipo della ragazza adolescente che attrae i ragazzi, avvenente, disinvolta e sicura di sé, mentre Willow è emotivamente impacciata, dedica quasi tutto il suo tempo allo studio e non ha esperienza con i ragazzi.
Alla fine della prima stagione, Willow, con l'aiuto di Cordelia, della professoressa Jenny Calendar e di Giles, combatte per impedire l'apertura della Bocca dell'Inferno, situata proprio nelle viscere della biblioteca del liceo, riuscendo nell'impresa quando Buffy uccide il Maestro.

### Seconda stagione
Willow e Xander si stanno legando sempre di più sentimentalmente, ma lui si ostina a vederla solo come un'amica, anche se è ovvio che in fondo è innamorato di lei. L'amicizia tra Willow e Buffy si fa sempre più profonda, anche se Willow è consapevole che Xander è infatuato della Cacciatrice. Per lei sarà uno shock scoprire che il suo primo amore e Cordelia, la ragazza che entrambi odiano, hanno una relazione. Un po' per ripicca e un po' per una vera attrazione, la ragazza inizierà a frequentare Oz, il chitarrista di un complesso rock che suona al night il Bronze.
Anche se a piccoli passi, tra i due nascerà una forte e intensa intesa che non verrà mai neanche lontanamente messa in discussione quando Willow scoprirà che Oz è affetto da licantropia.
In seguito alla perdita dell'anima, il vampiro Angel si tramuterà nuovamente nel sadico Angelus, e allora tutti gli amici e gli affetti di Buffy verranno messi in grave pericolo. Chi pagherà il prezzo più alto sarà la professoressa Calendar.
In seguito alla morte della professoressa, uccisa brutalmente da Angelus, il preside della Sunnydale High obbligherà Willow a sostituirla come insegnante di informatica.
Un giorno, mentre la ragazza studiava gli appunti lasciatigli dalla professoressa, scopre un floppy disk in cui la Calendar aveva appuntato il testo del rituale per restituire l'anima ad Angel. Eccitata da questa scoperta, la ragazza comincerà ad interessarsi e esercitarsi nella magia.
Una notte, mentre Willow (con l'aiuto di Xander, Cordelia e il signor Giles) sta per compiere l'incantesimo per rendere l'anima ad Angel, un gruppo di vampiri capeggiati dalla sadica Drusilla irrompono nella biblioteca della scuola. In seguito alla lotta che vi si scatenerà, la Cacciatrice Kendra verrà uccisa da Drusila e Willow verrà tramortita da una libreria della biblioteca, riportando una grave lesione al cranio.
Trasportata d'urgenza in ospedale, Willow si risveglierà. Subito dopo, la ragazza cercherà nuovamente di mettere in atto il rituale per rendere l'anima ad Angel, riuscendoci magnificamente dando prova del suo potenziale magico.

### Terza stagione
Willow continua a fare continui progressi nelle arti magiche, raggiungendo pian piano ottime prestazioni. Anche se ama Oz, la sua attrazione per Xander emerge con prepotenza, quando Spike sequestra lei e Xander, i due si baciano sotto lo sguardo di Oz e Corderlia. Se quest'ultima lascia Xander, al contrario Oz sarà più comprensivo.
Adesso che Willow capisce di desiderare solo Oz, supera definitivamente la sua attrazione per Xander, per avendo sofferto quando ha scoperto che quest'ultimo ha fatto l'amore con Faith. Cordelia, arrabbiata per quello che è accaduto, esprime un desiderio ad Anya Jenkins, la quale è in realtà Anyanka, il demone della vendetta, chiedendole di riscrivere la storia in modo da cancellare l'arrivo di Buffy a Sunnydale: le conseguenze sono catastrofiche, gli eventi sono cambiati e Willow in questa realtà è un vampiro fedele al Maestro. Oz uccide Willow mentre Giles riesce e ripristinare la linea temporale, tutto torna alla normalità anche se Gile ha privato Anya dei suoi poteri.
Anya prova a servirsi di Willow per riavere indietro il proprio potere demoniaco, ma col solo risultato che le due, con la magia, invocano la Willow vampiro dalla realtà cancellata poco prima che Oz la uccidesse. La controparte vampirica di Willow crea vari problemi, ma benché Buffy avesse l'opportunità di ucciderla, Willow le chiede di risparmiarla preferendo lasciare che Giles e Anya la riportino nel suo piano dimensionale. Willow, dall'atteggiamento della sua versione vampiro, inizia a sospettare di nascondere un velato orientamento omosessuale.
Willow e i suoi amici affrontano il sindaco di Sunnydale, l'ambiguo Richard Wilkins, prima della battaglia finale contro di lui Willow perde la propria verginità facendo l'amore con Oz. Wilkins, alla festa di diploma, scatena i suoi vampiri, il sindaco viene ucciso da Buffy e Giles mentre Willow e gli altri studenti affrontano valorosamente i vampiri sconfiggendoli.

### Quarta stagione
Willow inizia il suo primo anno di studi all'University California of Sunnydale insieme a Oz e Buffy. Per la ragazza questo sarà un anno movimentato e pieno di cambiamenti: contrariamente al contesto liceale, all'università la ragazza diventa sicura di sé stessa ed intraprendente. Le soddisfazioni di Willow non sono destinate a durare, nota infatti che Oz è attratto da una ragazza di nome Veruca, le preoccupazioni di Willow si rivelano fondate perché Veruca è un licantropo, proprio come lui.
Scopre che Oz l'aveva tradita con lei, in più occasioni avevano avuto dei rapporti sessuali nella loro forma animale. Quando Veruca cercherà di uccidere Willow per avere Oz tutto per sé, Oz la ucciderà brutalmente. Anche se Willow è disposta a perdonare i tredimenti di Oz, egli disgustato dal proprio comportamento per averla ferina, lascia Sunnydale in modo da trovare un sistema per coesistere con la sua parte demoniaca temendo che essa potrebbe sopraffarlo.
Triste e depressa per esser stata lasciata da Oz, Willow troverà conforto nella magia, decide di entrare a far parte al club delle wiccane: un gruppo formato solamente da ragazze superficiali che credono soltanto di essere delle streghe ma in realtà non lo sono. L'unica altra vera strega all'interno del club è la dolce e timida Tara Maclay. Le due streghe iniziano a frequentarsi, ma l'amicizia che le unisce si trasforma in un sentimento più intenso, cosa che non è sfuggita all'attenzione di Spike e Faith.
Oz fa ritorno a Sunnydale, vuole riconquistare Willow, adesso ha imparato (almeno all'apparenza) a dominare la propria licantropia. Willow è confusa, tiene ancora a Oz ma non può nascondere che prova qualcosa per Tara. Oz, intuendo il legame che le unisce, perde il controllo e trasformandosi in un licantropo tenta di uccidere Tara, la quale viene salvata da Riley. Oz, vergognandosi per quello che stava per fare a Tara, si ressegna e comprende che tra lui e Willow è finita, anche perché è evidente che lei desidera stare solo con Tara.
Durante la battaglia tra Buffy e Adam, dato che quest'ultimo è più forte della Cacciatrice, Willow usa l'Incantesimo Unificante, che permette alla propria energia e a quella di Xander e Giles, di unirsi alla forza vitale di Buffy: quest'ultima ora possiede il potere di una dea e uccide Adam.

### Quinta stagione
Willow e Tara si rivelano una coppia indivisibile, tenuta assieme da un amore forte. Willow sta diventando sempre più abile nell'uso della magia, cosa che Tara ha notato, mettendola a disagio, trovando controverso che Willow stia progredendo così velocemente come strega. Willow aiuta Buffy a combattere contro Glory, la dea che vuole rapire Dawn (la sorellina di Buffy) e usarla per aprire un varco verso il regno demoniaco dal quale in passato Glory venne bandita.
Tara viene presa di mira da Glory che la priva della sua sanità mentale, nonostante il delirio che attraversa la ragazza Willow si sobbarca la responsabilità di prendersi cura di lei: a prescindere dal brutto momento ciò aiuta Willow a comprendere quanto siano forti i sentimenti che nutre per Tara, avendo capito di amarla sopra ogni cosa. Tuttavia accecata dalla collera, Willow usando per la prima volta la magia nera con rabbia e odio, sfida Glory riuscendo in parte a metterla in difficoltà, ma nemmeno la magia è capace di uccidere una dea, infatti Glory è sul punto di uccidere Willow che viene prontalmente salvata da Buffy.
Ormai la Cacciatrice, a livello simbolico, afferma con disinvoltura che è Willow la più potente nel loro gruppo riconoscendo come l'amica, al contrario di lei, è stata l'unica che è riuscita a tenere testa a Glory. Nella battaglia finale contro la dea Willow inverte il sortilegio che Glory aveva usato su Tara restituendo la ragione e la salute mentale alla propria amata, mentre Giles uccide Ben, la controparte umana di Glory condannando a morte anche quest'ultima.

### Sesta stagione
Il potenziale magico di Willow accresce ulteriormente tanto che la giovane strega con un rituale di ressurrezione riporta indietro Buffy dal regno dei morti dopo che lei si era tolta la vita per salvare il mondo.
Willow e Tara adesso vivono con Buffy e Dawn nella casa delle sorelle Summers, ormai Willow sviluppa una dipendenza morbosa alla magia, che adopera con arroganza e a fini egoistici. Addirittura quando lei e Tara litigano, Willow per riconciliarsi con la fidanzata la priva del ricordo del loro litigio. La faccenda sfugge di mano quando Willow scopre che Buffy era felice da morta dato che aveva trovato la pace in una dimensione celestiale, mentre Willow riportandola in vita ha costretto l'amica a far ritorno in un mondo violento continuando a portare avanti un'esistenza problematica.
Tara lascia Willow la quale trova consolazione nell'amicizia di Amy Madison, sua vecchia compagna di scuola, pure lei una giovane strega. Amy si rivela per Willow una compagnoa poco raccomandabile, tanto che la presenta allo stregone Rack, che offrendole la sua magia nera, spinge Willow a vivere il proprio potere magico in maniera ancora più sfrenata e incontenibile. Willow capisce poi di aver toccato il fondo quando un demone, che lei stessa aveva involontariamente evocato con la magia, mette in pericolo Dawn. Willow con i propri poteri uccide il demone, capisce adesso che deve comportarsi in maniera più responsabile.
Emergono soprattutto le insicurezze di Willow che per tanto tempo sono rimaste latenti, avendo convissuto con il ricordo della propria mediocrità ai tempi del liceo, Willow identificava la sua autostima nell'uso della magia. Fa un voto di rinuncia alla magia, in varie occasioni anche se il suo potere di strega avrebbe potuto tornarle utile per aiutare i suoi amici, ha scelto di non usarlo, dimostrando una forte disciplina. Tara, non avendo mai smesso di amarla, torna con lei.
Warren Mears, impugnando una pistola, spara a Buffy e Tara, quest'ultima muore, il dolore per Willow è insostenibile, sopraffatta dal suo stesso potere oscuro, assorbe una grande quantità di magia nera. Con i suoi poteri salva Buffy che stava per morire a causa del proiettile sparato da Warren, ma ormai la magia nera ha plagiato la sua mente, uccide sia Rack che Warren ma, incapace di riflettere lucidamente, decide di distruggere il mondo. Buffy prova a fermarla ma nemmeno lei è abbastanza forte da sconfiggerla, interviene Giles che tramite la magia che gli è stata donata da una congrega di streghe, affronta Willow che però assorbe tutta la magia di Giles.
Willow evoca dalla terra il tempio di Proserpina, in esso infonde la sua magia in modo da distruggere la Terra, ma la magia di Giles che lei prima aveva assorbito aveva lo scopo di indebolire l'effetto che il suo potere oscuro esercitava sulla mente di Willow e riconnetterla alla sua umanità, infatti Xander facendo leva sull'affetto che prova per lei riesce a farla rinsavire impedendo la distruzione del mondo.

### Settima stagione
Willow ha trascorso l'estate a Westbury con Giles, si è unita a una congrega di streghe che le hanno insegnato a usare la magia con maggiore consapevolezza. Willow percepisce l'avvento di una terribile minaccia, si tratta del Primo, la personificazione metafisica del male originale, che infatti mira ad aprire la Bocca dell'Inferno a Sunnydale.
È stata Willow che involontariamente ha permesso al Primo di manifestarsi sulla Terra quando aveva riportato in vita Buffy alterando l'ordine cosmico. Willow torna a Sunnydale ma per paura di non essere accettata da Buffy, Xander e Dawn si rende inconsciamente invisibile agli occhi dei suoi amici, e lei a sua volta non riesce a percepire la loro presenza, ciò infatti complica le cose quando devono affrontare il demone Gnarl il quale era sul punto di uccidere Willow, che viene poi salvata da Buffy la quale uccide il demone, e dopo quanto accaduto il sortilegio di Willow viene spezzato.
Willow torna a vivere con Buffy e Dawn, che nella loro casa ospitano le Potenziali, ovvero le Cacciatrici che non hanno ancora ricevuto il loro potere, infatti i Portatori (i servi del Primo) le stanno uccidendo una dopo l'altra. Tra le potenziali c'è Kennedy, tra lei e Willow emerge subito una vicendevole attrazione. Willow cederà alla tentazione e si scambierà un bacio con la potenziale cacciatrice.
Un secondo dopo, Willow si tramuterà involontariamente e inconsciamente nella copia esatta di Warren Mears: colui che scuoiò vivo per vendicare la morte di Tara.
Willow e Kennedy alla fine riusciranno a sistemare l'intera faccenda, scoprendo che l'artefice di tutto il malinteso è Amy: invidiosa del fatto che Willow sia una strega più potente di lei. Una volta terminata la faccenda, Willow si libererà del suo senso di colpa e, quindi, si sentirà finalmente libera di amare Kennedy.
In alcuni episodi emerge il lato oscuro di Willow che si manifesta quando usa la magia nera, infatti ormai è parte di lei pur trovando il modo di coesistere con esso. Buffy guida il gruppo di Potenziali, aiutata dagli amici, ma ormai lei è diventata insensibile ed eccessivamente severa: se infatti in altre circostanze, davanti al nemico, l'amicizia tra Willow e Buffy aveva dato forza e sostegno a entrambe, adesso per la strega è diventato difficile accettare il cinismo dell'amica, anche perché l'autorità di Buffy viene messa in discussione dato che è alla guida di tutto il gruppo solo perché si è autoproclamata come leader, ma fondamentalmente Buffy non è necessariamente la più qualificata per questo ruolo, tanto che Kennedy arriva quasi a sfidarla davanti a tutti evidenziando come Buffy non sia forte quanto Willow con le parole «Al tuo confronto lei è debole».
Buffy viene temporaneamente privata del ruolo di leader, ma poi si riconcilia con gli amici e ritorna a guidare il gruppo, mentre la Bocca dell'Inferno si apre liberando i demoni Turok-Han, nella battaglia finale Willow è determinante quando usa la magia risvegliando il potere delle Potenziali di tutto il mondo trasformandole in Cacciatrici, che affrontando i Portatori e i Turok-Han. Willow e tutti gli altri si mettono in salvo quando Sunnydale sprofonda con il sacrificio di Spike che chiude la Bocca dell'Inferno. L'incantesimo usato da Willow per trasformare le Potenziali in Cacciatrici le ha permesso di evolversi in una dea mistica.

### Ottava stagione
Dopo la distruzione di Sunnydale, mentre Buffy, Xander, Giles e gli altri vagheranno per il mondo reclutando cacciatrici, Willow e Kennedy si staccheranno dal gruppo e andranno in Brasile a Rio de Janeiro per trascorrere del tempo insieme. Tuttavia durante gli anni passati lì, Willow partirà per un viaggio mistico di sei mesi di cui non rivelerà mai niente a un'accondiscendente Kennedy. In realtà durante il viaggio in questione ella si recherà a perfezionare le sue arti mistiche da una potente creatura magica simile a una donna-serpente di nome Aluwyn, detta Saga Vasuki. Viene implicitamente suggerito che ci sia stato anche un rapporto sessuale tra le due oltre alle lezioni di magia, dato che i loro atteggiamenti erano molto erotici e che Willow rimase nuda per tutto il tempo dell'addestramento.
Finiti gli studi tornarà da Kennedy e le due faranno insieme l'esperienza di una morte mistica. Quando Buffy si troverà nei guai e la sua base in Scozia sarà posta sotto assedio da Amy Madison, Willow si recherà in suo soccorso e le due si ricongiungeranno dopo molto tempo.
Tuttavia, come sarà presto costretta ad ammettere a entrambe, Willow cercherà di tenere distante Kennedy da Buffy, per paura che le capiti quello che è successo a Tara. Questa scoperta minerà molto il rapporto tra le due amiche.
Willow cercherà anche di trovare il modo per riportare Dawn alle sue dimensioni originali ma si troverà in difficoltà poiché non capisce cosa possa aver provocato l'abnorme crescita, e la ragazza sarà molto restia a dirglielo. Tuttavia grazie a lei sarà rivelato che la trasformazione di Dawn non è permanente, ma solo la prima di una serie di tre mutazioni mistiche.
Poco tempo dopo Willow porterà al castello Andrew ed in questo frangente incontrerà Kumiko Ishihara, un'altra allieva di Saga Vasuki, la quale attacca il castello assieme ai suoi complici vampiri per rubare la Falce della guardiana. Il gruppo sarà dunque costretto a seguirli in Giappone e avvalersi dell'aiuto di Dracula per rimpossessarsi dell'oggetto magico. Qui Willow giocherà un ruolo decisivo, annullando i poteri supplementari di tutti i vampiri asiatici e permettendo ai suoi compagni di ucciderli.
Dopo aver avuto una percezione mistica ed individuato un'increspatura nell'asse temporale Willow, con l'aiuto di Kennedy e della divisione di Cacciatrici di Manhattan porterà Buffy nel punto di congiunzione mistico-temporale sicura che si rivelerà un vantaggio per loro, in realtà si tratta solo di una trappola orchestrata dalla se stessa del futuro e che trasporterà Buffy nell'era di Melaka Fray. Grazie ai consigli della Vasuki, Willow riuscirà a soccorrere l'amica e riportarla al presente, evento dopo il quale le due si riappacificheranno.
Willow sarà assieme a Buffy ed all'organizzazione delle Cacciatrici quando queste si recheranno da Oz per imparare a sopprimere la loro magia interiore e non essere localizzate da Twilight; sfortunatamente i loro poteri svaniranno quando più ne avranno bisogno, ovvero durante un'aggressione da parte del nemico e di un intero esercito di demoni e soldati. Prive di magia, le Cacciatrici e la strega saranno sconfitte e Buffy data per dispersa, successivamente, recuperati i suoi poteri Willow, grazie all'aiuto dei redenti Amy e Warren, indirizzerà la neo-potenziata Buffy verso la base di Twilight per liberare Andrew, Giles e Faith dalle sue grinfie. Quando il nemico si rivelerà essere Angel e ascenderà con Buffy ad una dimensione superiore rendendo l'attuale sacrificabile, essa combatterà al fianco delle cacciatrici per difendere il proprio mondo dai demoni transdimensionali che lo invaderanno.
Seguendo un piano di Spike, giunto in loro soccorso, Buffy ed il suo gruppo ritorneranno a Sunnydale alla ricerca del Seme delle Meraviglie, fonte di ogni magia. Durante il viaggio Willow sarà contattata da Saga Vasuki, che le rivelerà le conseguenze derivabili da un eventuale danno al Seme; motivo per il quale giunta sul posto la strega rossa incatenerà Il Maestro e si connetterà al Seme per ottenere il potere sufficiente da respingere i demoni transdimensionali. Sfortunatamente non riuscirà a portare a termine il suo proposito poiché Buffy, a seguito della morte di Giles, distruggerà il Seme rimuovendo tutta la magia dal mondo, motivo per il quale Willow si ritroverà spogliata di tutti i suoi poteri magici come ogni altra strega, tornando dunque una comune mortale.
Distrutta dall'evento, Willow accuserà Buffy di aver "mutilato il mondo" e dopo essersi trasferita a San Francisco lascerà Kennedy in quanto si renderà conto di essere innamorata di Saga Vasuki, che ora non potrà più rivedere per colpa delle azioni di Buffy.

## Poteri e abilità
Willow è dotata di intelligenza fuori del comune ed è un genio informatico, molto abile nelle navigazione in internet e nel decodificare siti. Oltretutto a causa del lungo periodo passato nella Scooby Gang sviluppa una grande conoscenza demonologica e nella caccia ai vampiri. Con Giles, costituisce la parte intellettuale degli Scoobies, in opposizione a Buffy e Xander che usano principalmente la forza bruta.
Dalla fine della seconda stagione mostra una grande abilità nell'apprendimento e nell'utilizzo della magia. È in grado di formulare incantesimi (inizialmente di livello basso-medio, dalla quarta stagione al livello medio e dalla quinta a livello avanzato), traducendoli anche da lingue morte o poco conosciute, e di attingere potere dalle persone intorno a lei.
Il suo primo incantesimo è quello che restituisce l'anima ad Angel, incantesimo che la porta a diventare ufficialmente una wicca (umana che inizia ad esercitarsi nelle arti magiche). Tuttavia con gli anni Willow sviluppa immensamente il suo potere (che a quanto dice Amy è innato) e allenandosi continuamente verso la fine della quarta stagione diviene a tutti gli effetti una vera strega, e nel corso della serie utilizza una vasta gamma di abilità derivanti dalla magia sia per uso difensivo (creazione di campi di forza o scudi) sia per uso offensivo (colpi di energia e trasmutazione della materia).
Tra gli incantesimi più usati c'è quello di localizzazione attraverso sfere luminose, usato per rintracciare demoni o anche umani.
Il primo potere offensivo che manifesta è invece la telecinesi, usata contro di Glory e seguita da emissioni di energia, che non servono a sconfiggere la dea ma che comunque mostrano la potenza della strega rossa. Willow mostra più avanti anche di essere in grado di entrare nel subconscio o nella mente delle persone, nonché di comunicare telepaticamente con loro.
Quando nel finale della quinta stagione acquisisce l'utilizzo della magia nera, i suoi poteri crescono a tal punto che Giles afferma che anche se il consiglio degli osservatori ci provasse per secoli non riuscirebbe a toglierglieli in quanto sono fusi a lei. In questo periodo Willow mostrerà per la prima volta anche la capacità di volare e di levitare, di teletrasportarsi a lungo raggio e di mutare la forma della materia; inoltre mostrerà anche l'abilità di aumentare la propria forza a dismisura fino addirittura a poter tener testa a Buffy in un corpo a corpo e nel finale della sesta stagione può leggere le emozioni, secondo Amy il suo potere e tanto grande da agire pure sulle altre dimensioni.
In un'occasione Andrew commenterà la somiglianza della ragazza con la cattiva dei fumetti Fenice Nera. Joss Whedon, amante degli X-Men, ha affermato di essersi ispirato proprio a Fenice Nera per la creazione del personaggio di Dark Willow.
Nella settima stagione Willow dimostra di possedere anche capacità taumaturgiche per sé stessa e per gli altri ed i suoi poteri sono diventati tanto grandi che anche un suo piccolo pensiero è capace di far accadere qualcosa di magico.
Tra i suoi riti più potenti ci sono quello che riporta in vita Buffy, con un'implorazione a Osiride, e alla fine della settima stagione quello che dà il potere a tutte le potenziali cacciatrici della Terra.
Questo in particolare secondo quanto affermato da Joss Whedon l'ha fatta ascendere a dea mistica.
Nell'ottava stagione Willow mostra di possedere abilità ben superiori a qualunque altre wicca e streghe, poteri quasi divini come ad esempio percepire anche il minimo cambiamento nel flusso magico del pianeta, prevedere il futuro e perfino viaggiare nel tempo.
Nonostante non sia mai stato detto esplicitamente inoltre, alcuni elementi presenti nella serie, come il viaggio mistico compiuto in Dee e Mostri, oppure il fatto che in Un Mondo Migliore sia ancora viva e giovane ai tempi di Melaka Fray, fanno presumere che la ragazza sia immortale ed il suo potere ormai infinito.
Tutti i poteri magici di Willow ad ogni modo, spariranno dopo la distruzione del Seme delle Meraviglie.